# Diallus lugens
Diallus lugens är en skalbaggsart som beskrevs av Francis Polkinghorne Pascoe 1866. Diallus lugens ingår i släktet Diallus och familjen långhorningar. Inga underarter finns listade i Catalogue of Life.